# Rodney Martin
Rodney Martin, född den 22 december 1982, är en amerikansk friidrottare som tävlar i kortdistanslöpning.
Martin deltog vid VM i Osaka 2007 och han slutade då på en fjärde plats på 200 meter på tiden 20,27. Samma år blev han bronsmedaljör vid IAAF World Athletics Final.
Under 2008 deltog han vid Olympiska sommarspelen 2008 i stafettlaget på 4 x 100 meter som växlade bort sig redan i försöken.

## Personliga rekord
- 100 meter - 9,95
- 200 meter - 19,99